# Mléčné mutageny
Mléčné mutageny (v anglickém originále Teenage Mutant Milk-Caused Hurdles) jsou 11. díl 27. řady (celkem 585.) amerického animovaného seriálu Simpsonovi. Scénář napsal Joel H. Cohen a díl režíroval Timothy Bailey. V USA měl premiéru dne 10. ledna 2016 na stanici Fox Broadcasting Company a v Česku byl poprvé vysílán 1. června 2016 na stanici Prima Cool.

## Děj
Školník Willie se snaží suplovat učitele a čte poezii Roberta Burnse. Aby děti ztišil, začne hrát na dudy. Do místnosti vstoupí inspektor Chalmers a řekne Williemu, aby přestal hrát a opustil místnost, protože je tu nová učitelka, seržantka letectva ve výslužbě Carol Berrerová. Bart se začne chovat divně, když poprvé vstoupí do místnosti, a později si uvědomí, že se do nové učitelky zamiloval. 
Mezitím musí Homer koupit pro rodinu zdravé mléko, ale Apu ho donutí koupit levnější mléko od Buzz Coly, jež je plné hormonů. Druhý den ráno rodina zjistí, že Bart se probudil jako první a už byl připravený jít do školy, a Líza se Bartovi posmívá, že to dělá jen kvůli své nové učitelce. Bart napíše na školní zeď „Skinner je párek“, ale překvapí ho paní Berrerová, která mu řekne, že ho chce vidět po vyučování. Když učitelce Seymour Skinner nabídne pomoc při hodině tím, že sroluje její zeměpisné mapy, Bart zjistí, že Skinner se také snaží udělat dojem na Carol Berrerovou. 
Druhý den ráno začnou mléčné hormony působit na Barta, narostl mu knírek, Lízu, jež má nyní problém s akné, i Maggie, která má nyní jedno velké obočí. Marge se rozhodne Líze pomoci, zatímco Homer učí Barta holit si vousy, přičemž zjistí, že musí z čepele sundat plastový kryt, aby správně fungovala. Mezitím se Líza snaží skrýt svůj obličej mikinou s kapucí, ale Marge jí to vymluví a představí jí make-up. 
Následně u snídaně Marge zjistí, že problémy dětem způsobuje Buzz Milk. Zavolá na číslo uvedené na krabici, ale telefon zvedne Haďák ve vězení. Později ve škole uvidí Bart na chodbě líbající se paní Berrerovou a Seymoura. Ten si také Barta zavolá na schůzku s tím, že o Carol Berrerové ví mnohem víc věcí než Bart a že nemá šanci ji získat. Bart, rozzlobený Skinnerovým krokem, se rozhodne udělat si z nich legraci a naplní čokoládovou bonboniéru, kterou Skinner dá paní Berrerové, hady a žábami. 
Později si na oslavě si Líza uvědomí, že má pršet, a tak by všichni viděli její akné, protože by se jí smyl make-up. Všimne si ale, že účinky hormonů jsou pryč. Také přesvědčí Barta, aby se vzdal Carol Berrerové a nechal ji Seymourovi jako přítelkyni. Když ji Skinner představí své matce Agnes, je z ní Carol tak znechucená, že se rozhodne vztah s ním ukončit. 
Následující den ráno při snídani hraje Líza v kuchyni na saxofon a tvrdí, že už nikdy nebude používat make-up, ale Bart se jí vysmívá. Dvojice se začne prát na podlaze, ale boj ukončí Maggie, která má teď díky mléčným hormonům obrovské obočí a supersílu.

## Přijetí
Díl získal rating 3,6 a sledovalo ho 8,33 milionu diváků, což z něj udělalo nejsledovanější pořad večera na stanici Fox.
Dennis Perkins z The A.V. Clubu udělil epizodě známku B, když uvedl: „V dlouhé historii pochybných springfieldských mléčných výrobků se představení Buzz Milku, hormonálního nápoje podobného mléku od výrobců Buzz Coly, možná nevyrovná komediálním standardům malka nebo pravého zvířecího mléka značky Squeaky Farms, ale účinek tohoto výrobku, který na Barta a Lízu přivolá ‚předčasnou pubertu‘, je také katalyzátorem překvapivě milé a vtipné epizody. Představa, že všem oblíbeným, věčně desetiletým a osmiletým dětem naroste patlavý knír a pupínky, mohla otevřít dveře pro spoustu cynicky ‚riskantních‘ vtipů, kterými jsou poslední Simpsonovi známí… Místo toho, přestože díl trpí nevýraznou hostující herečkou a potřeboval by více času na doplnění Bartových a Líziných dobrodružství v dočasném teenagerovství, scénář Joela H. Cohena činí zmatek dětí z jejich nového stavu jak charakterově přiměřeným, tak okouzlujícím.“.